# Гороховка (приток Нюрсы)
Гороховка — река в России, протекает по Чаинскому району Томской области. Устье реки находится в 104 км по левому берегу реки Нюрса (Бол. Нюрса). Длина реки составляет 14 км.

## Данные водного реестра
По данным государственного водного реестра России относится к Верхнеобскому бассейновому округу, водохозяйственный участок реки — Обь от впадения реки Чулым до впадения реки Кеть, речной подбассейн реки — Чулым. Речной бассейн реки — (Верхняя) Обь до впадения Иртыша.